# Dipartimento di Sandégué
Il dipartimento di Sandégué è un dipartimento della Costa d'Avorio situato nella regione di Gontougo, distretto di Zanzan.
La popolazione censita nel 2014 era pari a 56.215 abitanti.
Il dipartimento è suddiviso nelle sottoprefetture di Bandakagni-Tomora, Dimandougou, Sandégué e Yorobodi.